# Russell Robinson
Russell Robinson (* 27. Juni 2001) ist ein US-amerikanischer Leichtathlet, der sich auf den Dreisprung spezialisiert hat.

## Sportliche Laufbahn
Russell Robinson wuchs in Windermere im Bundesstaat Florida auf und absolvierte ein Studium an der University of Miami. Erste internationale Erfahrungen sammelte er im Jahr 2023, als er bei den U23-NACAC-Meisterschaften in San José mit windunterstützten 16,64 m die Goldmedaille im Dreisprung gewann. Im Jahr darauf wurde er NCAA-Hallenmeister im Dreisprung. Im August nahm er an den Olympischen Sommerspielen in Paris teil und schied dort mit 16,47 m in der Qualifikationsrunde aus. 2025 belegte er bei den Hallenweltmeisterschaften in Nanjing mit 16,50 m den achten Platz.